# Metilammina-glutammato N-metiltransferasi
La metilammina-glutammato N-metiltransferasi è un enzima appartenente alla classe delle transferasi, che catalizza la seguente reazione:
metilammina + L-glutammato ⇄ NH3 + N-metil-L-glutammato